# Odontocera fuscicornis
Odontocera fuscicornis là một loài bọ cánh cứng trong họ Cerambycidae.